# 장지영 (배우)
장지영(1967년 2월 14일 ~)은 대한민국의 영화 배우이다.
《돌아온 우뢰매 7》로 데뷔를 하였다.